# Algyroides nigropunctatus

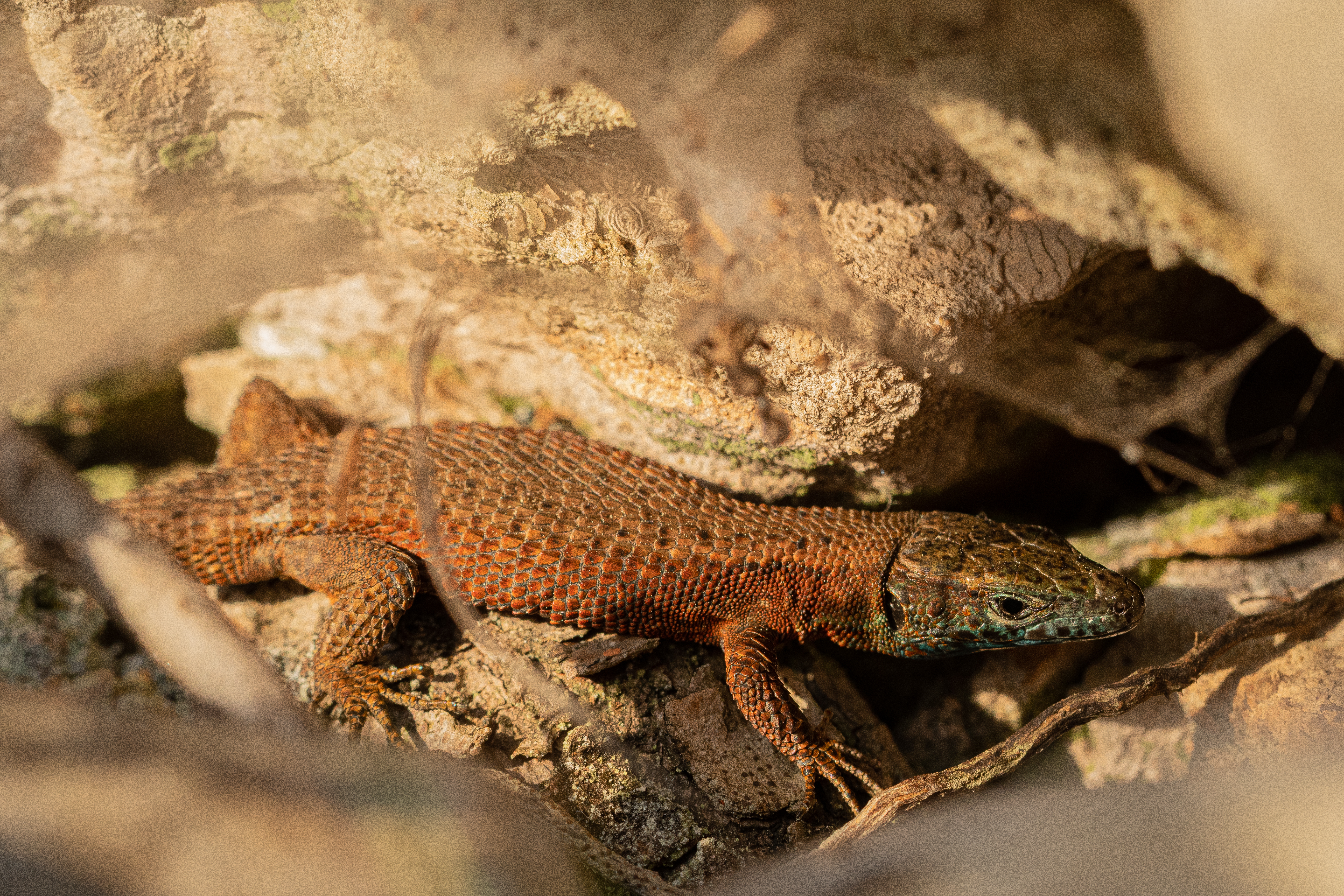
Algiroide magnifico (Algyroides nigropunctatus) esemplare adulto in termoregolazione

L'algiroide magnifico (Algyroides nigropunctatus (Duméril e Bibron, 1839)) è una lucertola europea, diffusa nelle regioni costiere dell'Adriatico orientale e dello Jonio orientale.

## Morfologia

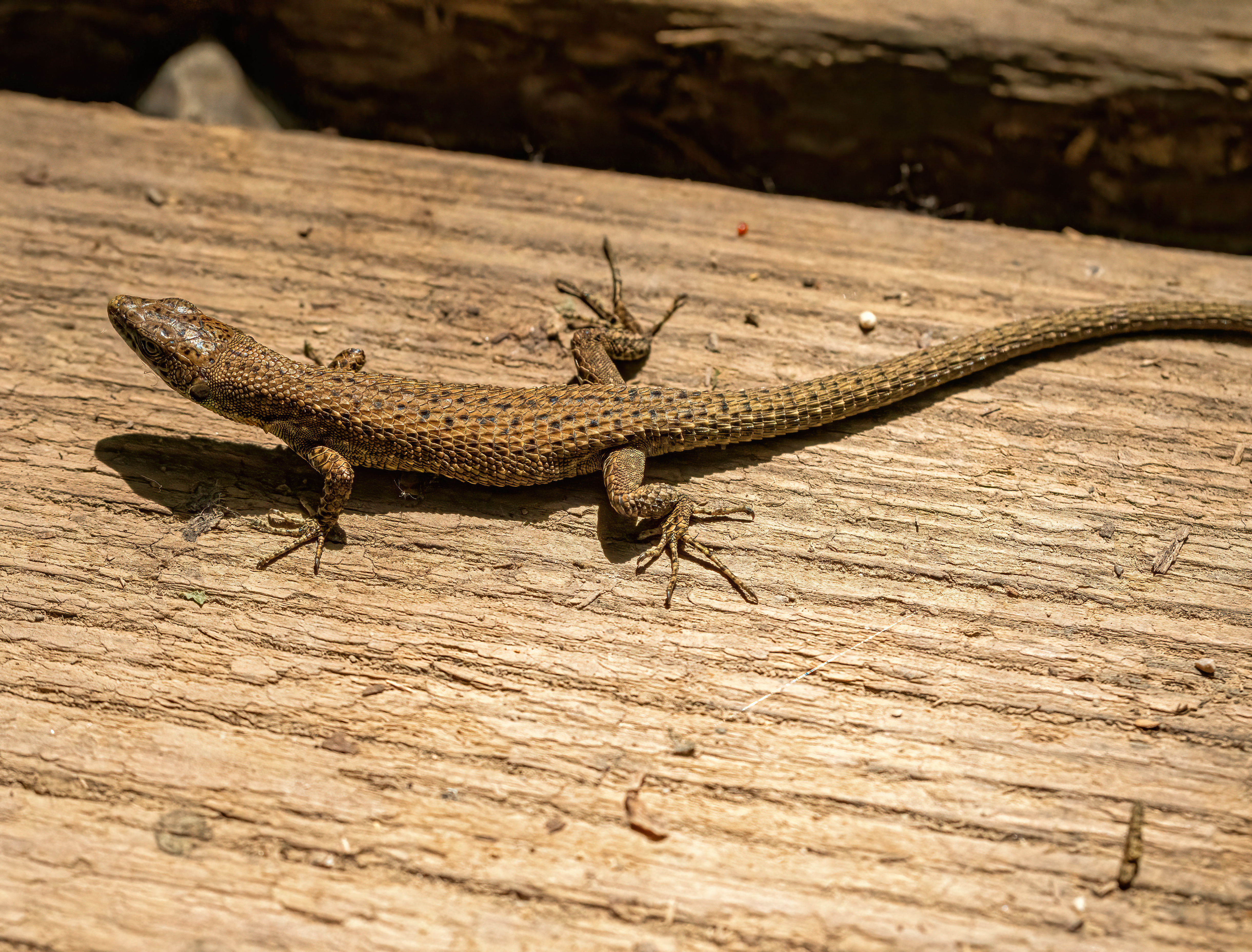
Algiroide magnifico (algyroides nigropunctatus) in livrea giovanile con dettaglio del dorso

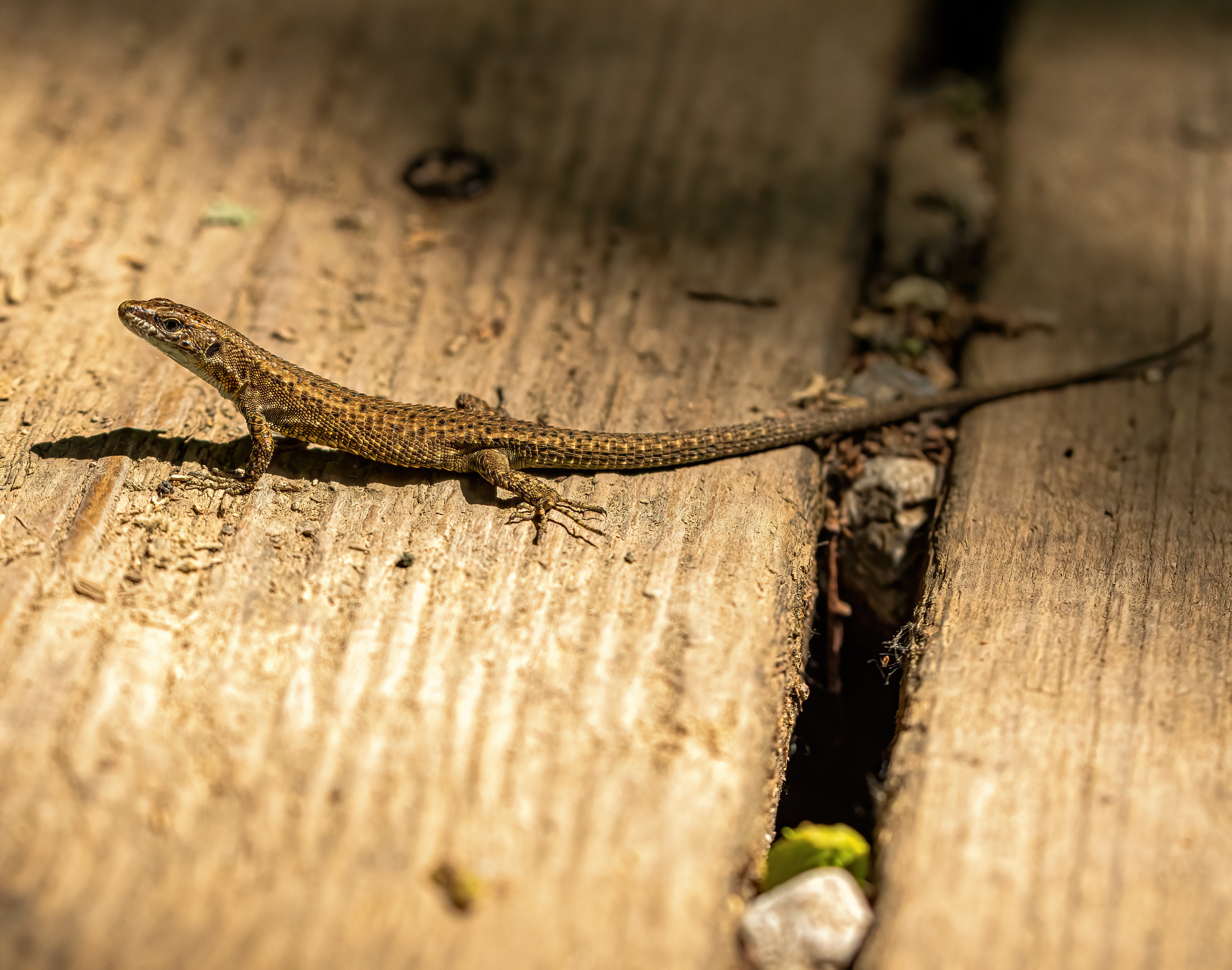
Algiroide magnifico (algyroides nigropunctatus) in livrea giovanile con dettaglio del profilo

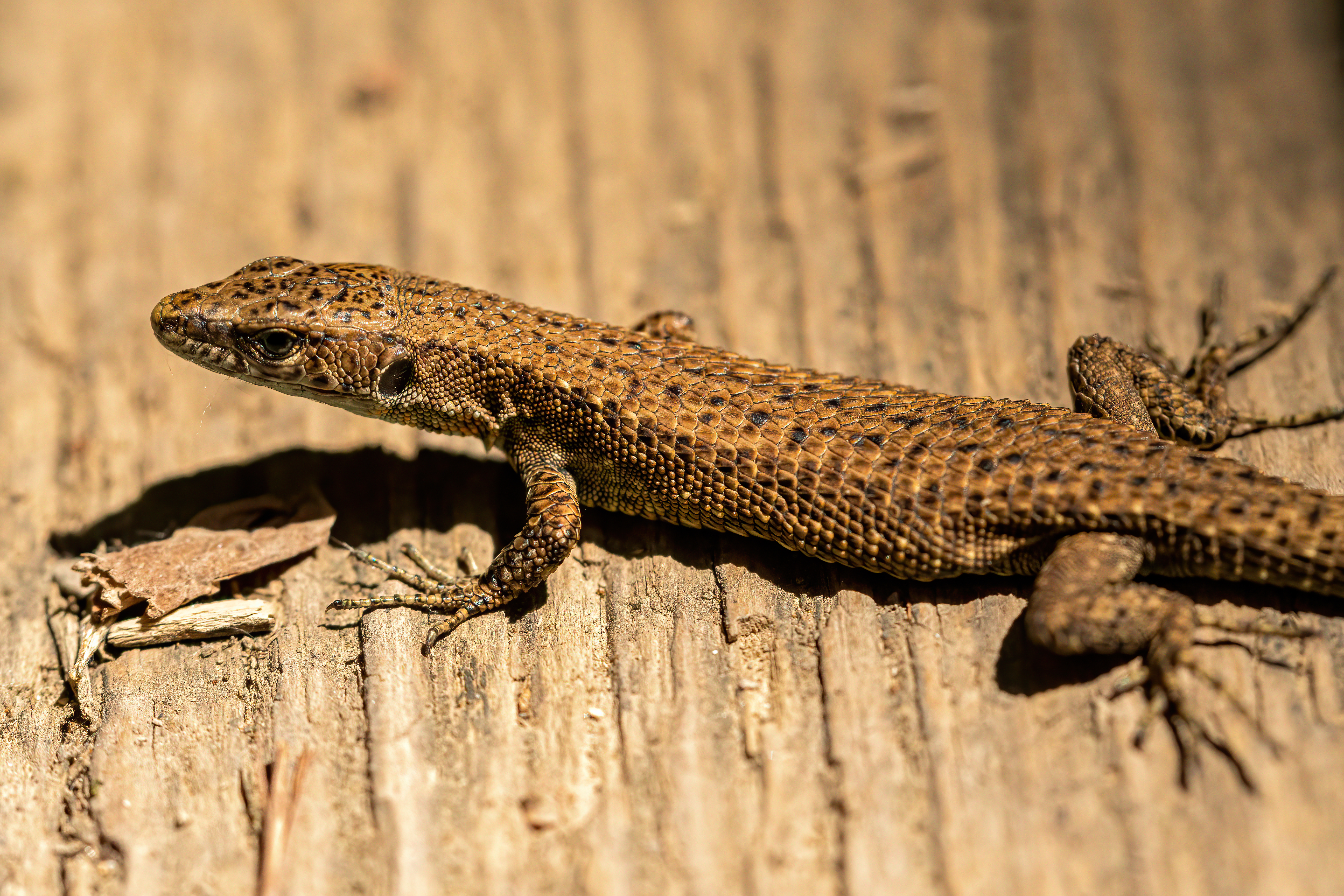
Algiroide magnifico (algyroides nigropunctatus) in livrea giovanile con dettaglio del primo piano

L'algiroide magnifico è un piccolo sauro che può raggiungere una lunghezza di circa 21 cm.

## Biologia
Si nutre di insetti e altri artropodi.

## Distribuzione e habitat
È presente su tutta la costa orientale dell'Adriatico e sulla costa balcanica dello Ionio, nonché sulle isole greche dello Ionio, con l'eccezione di Zacinto. Esistono inoltre piccole enclave nei Balcani. In Italia è presente nel Friuli-Venezia Giulia orientale.
Predilige la boscaglia e muretti a secco fino a 650 m s.l.m.